# Duke Dumont
Adam George Dyment (nascido em 27 de agosto de 1982), mais conhecido pelo seu nome artístico Duke Dumont, é um DJ e produtor inglês de Deep House. Ele é mais conhecido por suas canções "Need U (100%)", "I Got U", "Won't Look Back" e "Ocean Drive", as "I Got U" e "Won't Look Back" chegaram aos números 1 e 2 no UK Singles Chart, respectivamente. Ele é dono da gravadora Blasé Boys Club e tem também usado como um alias para a produção. Ele remixou uma série de canções, incluindo vários que lançou no Reino Unido. Em 2014, "Need U (100%)" foi nomeado para "Best Dance Recording" para o 56º Grammy Awards.

## Discografia

### Extended plays
| Título                   | Detalhes do álbum                                                                        |
| ------------------------ | ---------------------------------------------------------------------------------------- |
| Regality EP              | - Lançamento: 18 de julho de 2007 - Gravadora: Turbo - Formato: Descarga digital         |
| The Dominion Dubs EP     | - Lançamento: 1º de agosto de 2008 - Gravadora: Dubsided - Formato: Descarga digital     |
| For Club Play Only Pt. 1 | - Lançamento: 21 de maio de 2012 - Gravadora: Turbo - Formato: Digital download          |
| For Club Play Only Pt. 2 | - Lançamento: 17 de setembro de 2012 - Gravadora: Turbo - Formato: Descarga digital      |
| For Club Play Only Pt. 3 | - Lançamento: 28 de julho de 2014 - Gravadora: Turbo - Formato: Descarga digital         |
| EP1                      | - Lançamento: 16 de setembro de 2014 - Gravadora: Virgin EMI - Formato: Descarga digital |
| Blasé Boys Club Pt. 1    | - Lançamento: 2 de outubro de 2015 - Gravadora: Virgin EMI - Formato: Descarga digital   |

### Singles
| Título                                                                                   | Ano  | Desempenho nas paradas | Desempenho nas paradas | Desempenho nas paradas | Desempenho nas paradas | Desempenho nas paradas | Desempenho nas paradas | Desempenho nas paradas | Desempenho nas paradas | Desempenho nas paradas | Desempenho nas paradas | Certificações                               | Álbum                          |
| Título                                                                                   | Ano  | UK                     | AUS                    | DEN                    | FRA                    | GER                    | IRE                    | NL                     | NZ                     | SCO                    | US Dance Club          | Certificações                               | Álbum                          |
| ---------------------------------------------------------------------------------------- | ---- | ---------------------- | ---------------------- | ---------------------- | ---------------------- | ---------------------- | ---------------------- | ---------------------- | ---------------------- | ---------------------- | ---------------------- | ------------------------------------------- | ------------------------------ |
| "Need U (100%)" (featuring A*M*E)                                                        | 2013 | 1                      | 40                     | 31                     | —                      | 43                     | 27                     | 20                     | —                      | 1                      | 1                      | - BPI: Ouro - ARIA: Ouro                    | Canções não inclusas em álbuns |
| "I Got U" (featuring Jax Jones)                                                          | 2014 | 1                      | 17                     | 36                     | 35                     | 22                     | 1                      | 47                     | 29                     | 2                      | 1                      | - BPI: Platina - ARIA: Ouro - FIMI: Platina | EP1                            |
| "Won't Look Back"                                                                        | 2014 | 2                      | 37                     | —                      | 180                    | 41                     | 36                     | —                      | —                      | 3                      | 1                      | - BPI: Silver                               | EP1 / Blasé Boys Club Pt. 1    |
| "The Giver (Reprise)"                                                                    | 2015 | 32                     | —                      | —                      | —                      | —                      | —                      | —                      | —                      | 21                     | 1                      |                                             | Canções não inclusas em álbuns |
| "Ocean Drive"                                                                            | 2015 | 42                     | 5                      | —                      | 68                     | —                      | 56                     | —                      | 14                     | 27                     | 1                      | - ARIA: 2× Platina - RMNZ: Ouro             | Blasé Boys Club Pt. 1          |
| "—" denota uma canção que não entrou nas paradas locais ou não foi lançada num dado país |      |                        |                        |                        |                        |                        |                        |                        |                        |                        |                        |                                             |                                |

### Remixes
| Ano  | Título                                                       | Artista(s)                                |
| ---- | ------------------------------------------------------------ | ----------------------------------------- |
| 2006 | "Yes Yes Y'all"                                              | Mekon                                     |
| 2006 | "We Run This"                                                | Missy Elliott                             |
| 2008 | "The Deacon"                                                 | Idiotproof                                |
| 2008 | "Run It"                                                     | EPMD                                      |
| 2008 | "Bathroom Gurgle"                                            | Late of the Pier                          |
| 2008 | "Off Da Hook"                                                | Jesse Garcia                              |
| 2009 | "Daniel"                                                     | Bat for Lashes                            |
| 2009 | "The Fear"                                                   | Lily Allen                                |
| 2009 | "Because of You"                                             | Skunk Anansie                             |
| 2010 | "Epicentro"                                                  | Babe Terror                               |
| 2010 | "The Drop" (Duke Dumont's Move Like A Bullet Train Remix)    | LA Riots                                  |
| 2010 | "The Drop" (Duke Dumont's Thudding Like Elmer Remix)         | LA Riots                                  |
| 2011 | "Dollar Sign"                                                | Gucci Mane                                |
| 2011 | "Two Doors Down"                                             | Mystery Jets                              |
| 2011 | "Elephant & Castle"                                          | Yes Wizard                                |
| 2011 | "Party's Over Los Angeles"                                   | ZZT                                       |
| 2012 | "Everything Goes My Way" (Jesse Rose and Duke Dumont Re-Dub) | Metronomy                                 |
| 2012 | "Black Sands"                                                | Bonobo                                    |
| 2012 | "When I See You Again"                                       | Canyons                                   |
| 2012 | "Smell the Vibe"                                             | Beardyman                                 |
| 2012 | "Keep It 1000"                                               | Sinden                                    |
| 2012 | "The Keepers" (Duke Dumont's Pour Hommes Remix)              | Santigold                                 |
| 2012 | "The Keepers" (Duke Dumont's Pour Femmes Remix)              | Santigold                                 |
| 2012 | "Your Drums, Your Love"                                      | AlunaGeorge                               |
| 2013 | "Falling"                                                    | Haim                                      |
| 2013 | "Here" (as Blasé Boys Club)                                  | Syron                                     |
| 2013 | "Need U (100%)" (as Blasé Boys Club)                         | Duke Dumont                               |
| 2013 | "Hold On" (as Blasé Boys Club)                               | Duke Dumont                               |
| 2013 | "Dim All the Lights"                                         | Donna Summer                              |
| 2014 | "Love Sublime"                                               | Tensnake featuring Nile Rodgers and Fiora |
| 2015 | "I Can't Lose"                                               | Mark Ronson featuring Keyone Starr        |
| 2015 | "Real Joy"                                                   | Fono                                      |